# Nanni Galli
Nanni Galli, właśc. Giovanni Giuseppe Gilberto Galli (ur. 2 października 1940 w Bolonii, zm. 12 października 2019 w Prato) – włoski kierowca wyścigowy. W Formule 1 zadebiutował w Grand Prix Włoch w 1970 roku w zespole Bruce McLaren Motor Racing.

## Wyniki w Formule 1
| Legenda oznaczeń w tabelach wyników Wyświetl szablon na nowej stronie | Legenda oznaczeń w tabelach wyników Wyświetl szablon na nowej stronie                                                                     |
| Oznaczenie                                                            | Wyjaśnienie |
| --------------------------------------------------------------------- | --- |
| Złoty                                                                 | Zwycięzca lub mistrzostwo |
| Srebrny                                                               | 2. miejsce lub wicemistrzostwo |
| Brązowy                                                               | 3. miejsce lub II wicemistrzostwo |
| Zielony                                                               | Ukończył, punktował (w klasyfikacji generalnej, gdy zdobył co najmniej jeden punkt na przestrzeni sezonu, poza trzema powyższymi opcjami) |
| Niebieski                                                             | Ukończył, nie punktował (w klasyfikacji generalnej, gdy nie zdobył co najmniej jednego punktu na przestrzeni sezonu)                      |
| Czerwony                                                              | Nie zakwalifikował się (NZ) |
| Czerwony                                                              | Nie prekwalifikował się (NPK) |
| Różowy                                                                | Nie ukończył (NU) |
| Różowy                                                                | Niesklasyfikowany (NS) (w klasyfikacji generalnej, gdy nie został sklasyfikowany w żadnym wyścigu sezonu)                                 |
| Czarny                                                                | Zdyskwalifikowany (DK) |
| Czarny                                                                | Wykluczony (WYK/EX) |
| Biały                                                                 | Nie wystartował (NW) |
| Biały                                                                 | Kontuzjowany (K/INJ) |
| Biały                                                                 | Wyścig odwołany (OD/C) |
| Bez koloru                                                            | Został wycofany (WYC/WD) |
| Bez koloru                                                            | Nie przybył (NP/DNA) |
| Bez koloru                                                            | Nie brał udziału w treningach (NT/DNP) |
| Bez koloru                                                            | Nie został zgłoszony (–) |
| Pogrubienie                                                           | Start z pole position |
| Kursywa                                                               | Najszybsze okrążenie wyścigu |
| †                                                                     | Nie ukończył, ale jego rezultat został zaliczony ze względu na przejechanie więcej niż 90% dystansu wyścigu.                              |
| *                                                                     | Sezon w trakcie |
| 1/2/3                                                                 | Punktowana pozycja w sprincie kwalifikacyjnym                                                                                             |
| Lista systemów punktacji Formuły 1                                    | |

| Rok  | Zespół                     | Bolid             | Silnik           | Wyniki w poszczególnych eliminacjach | Wyniki w poszczególnych eliminacjach | Wyniki w poszczególnych eliminacjach | Wyniki w poszczególnych eliminacjach | Wyniki w poszczególnych eliminacjach | Wyniki w poszczególnych eliminacjach | Wyniki w poszczególnych eliminacjach | Wyniki w poszczególnych eliminacjach | Wyniki w poszczególnych eliminacjach | Wyniki w poszczególnych eliminacjach | Wyniki w poszczególnych eliminacjach | Wyniki w poszczególnych eliminacjach | Wyniki w poszczególnych eliminacjach | Wyniki w poszczególnych eliminacjach | Wyniki w poszczególnych eliminacjach | Punkty | Pozycja |
| ---- | -------------------------- | ----------------- | ---------------- | ------------------------------------ | ------------------------------------ | ------------------------------------ | ------------------------------------ | ------------------------------------ | ------------------------------------ | ------------------------------------ | ------------------------------------ | ------------------------------------ | ------------------------------------ | ------------------------------------ | ------------------------------------ | ------------------------------------ | ------------------------------------ | ------------------------------------ | ------ | ------- |
| 1970 | Bruce McLaren Motor Racing | McLaren M7D       | Alfa Romeo V8    | RPA                                  | ESP                                  | MON                                  | BEL                                  | HOL                                  | FRA                                  | GBR                                  | GER                                  | AUT                                  | ITA                                  | KAN                                  | USA                                  | MEX                                  |                                      |                                      | 0      | NS      |
| 1970 | Bruce McLaren Motor Racing | McLaren M7D       | Alfa Romeo V8    | –                                    | –                                    | –                                    | –                                    | –                                    | –                                    | –                                    | –                                    | –                                    | NZ                                   | –                                    | –                                    | –                                    |                                      |                                      | 0      | NS      |
| 1971 |                            |                   |                  | RPA                                  | ESP                                  | MON                                  | HOL                                  | FRA                                  | GBR                                  | GER                                  | AUT                                  | ITA                                  | KAN                                  | USA                                  |                                      |                                      |                                      |                                      | 0      | 28      |
| 1971 | STP March                  | March 711         | Alfa Romeo V8    | –                                    | –                                    | NZ                                   | NU                                   |                                      |                                      | 12                                   | 12                                   |                                      |                                      |                                      |                                      |                                      |                                      |                                      | 0      | 28      |
| 1971 | STP March                  | March 711         | Ford Cosworth V8 |                                      |                                      |                                      |                                      | NW                                   | 11                                   |                                      |                                      | NU                                   | 16                                   | NU                                   |                                      |                                      |                                      |                                      | 0      | 28      |
| 1972 |                            |                   |                  | ARG                                  | RPA                                  | ESP                                  | MON                                  | BEL                                  | FRA                                  | GBR                                  | GER                                  | AUT                                  | ITA                                  | KAN                                  | USA                                  |                                      |                                      |                                      | 0      | 33      |
| 1972 | Martini Racing Team        | Tecno PA123       | Tecno R12        | –                                    | –                                    | –                                    | –                                    | NU                                   |                                      | NU                                   |                                      | NS                                   | NU                                   | –                                    | –                                    |                                      |                                      |                                      | 0      | 33      |
| 1972 | Scuderia Ferrari           | Ferrari 312B      | Ferrari R12      |                                      |                                      |                                      |                                      |                                      | 13                                   |                                      |                                      |                                      |                                      |                                      |                                      |                                      |                                      |                                      | 0      | 33      |
| 1973 |                            |                   |                  | ARG                                  | BRA                                  | RPA                                  | ESP                                  | BEL                                  | MON                                  | SWE                                  | FRA                                  | GBR                                  | HOL                                  | GER                                  | AUT                                  | ITA                                  | KAN                                  | USA                                  | 0      | 27      |
| 1973 | Frank Williams Racing Cars | Iso-Marlboro FX3B | Ford Cosworth V8 | NU                                   | 9                                    | –                                    |                                      |                                      |                                      |                                      |                                      |                                      |                                      |                                      |                                      |                                      |                                      |                                      | 0      | 27      |
| 1973 | Frank Williams Racing Cars | Iso-Marlboro IR   | Ford Cosworth V8 |                                      |                                      |                                      | 11                                   | NU                                   | NU                                   | –                                    | –                                    | –                                    | –                                    | –                                    | –                                    | –                                    | –                                    | –                                    | 0      | 27      |